# Les Maîtres du temps
Pour plus de détails, voir Fiche technique et Distribution.
Les Maîtres du temps est un film d'animation réalisé par René Laloux sur des dessins de Mœbius, sorti en 1982.
C'est l'adaptation du roman de science-fiction L'Orphelin de Perdide de Stefan Wul, paru en 1958.

## Synopsis
Dans un futur lointain, Claude et son jeune fils Piel tentent de fuir sur la planète Perdide, un monde hostile peuplé de créatures dangereuses. Pris en chasse par des insectes géants, Claude est mortellement blessé mais parvient à contacter son ami Jaffar, un aventurier spatial, lui demandant de secourir Piel, laissé seul avec un émetteur radio.
À bord de son vaisseau, Jaffar voyage avec le prince Matton et sa compagne Belle. Après avoir reçu l’appel de détresse, il décide de venir en aide à Piel et fait escale sur la planète Devil’s Ball pour recruter Silbad, un vieil homme connaissant Perdide. Ce dernier guide Piel à distance via la radio pour l’aider à survivre.
Durant le voyage, l’équipage traverse diverses épreuves, notamment une rencontre avec des entités télépathiques appelées les Maîtres du Temps. Pendant ce temps, Matton tente de prendre le contrôle du vaisseau pour son propre intérêt, mais il est finalement neutralisé.
À leur arrivée sur Perdide, Jaffar et ses compagnons retrouvent Piel. Un paradoxe temporel est alors révélé : Silbad est en réalité Piel, ayant vieilli après avoir été projeté dans le passé par les Maîtres du Temps. Acceptant ce destin, Silbad disparaît tandis que Piel est recueilli par Jaffar et Belle.

## Fiche technique
- Titre original : Les Maîtres du temps
- Réalisation : René Laloux
- Scénario : Jean-Patrick Manchette, Mœbius et René Laloux d’après le roman L'Orphelin de Perdide (1958) de Stefan Wul
- Images :
- Effets Spéciaux : Sándor Reisenbüchler
- Son :
- Musique : Jean-Pierre Bourtayre, Pierre Tardy, Christian Zanési (bande originale publiée sur 45 tours Philips 6010 506, 1982[1])
- Directeur de production : Étienne Laroche
- Production : Télécip, TF1, Télévision suisse romande (Genève), SWF (Baden-Baden), WDR (Cologne), BBC
- Pays d'origine :  France,  Hongrie
- Animation : Pannonia Film Studio de Budapest, direction de l'animation Hernadi Tibor
- Langue : français
- Format : Couleur
- Genre : animation
- Durée : 78 minutes
- Date de sortie : 24 mars 1982 en France (ressortie en mai 2024)
- 1re diffusion hertzienne : 31 décembre 1984 sur TF1

## Voix françaises
- Sady Rebbot : Claude
- Jean Valmont : Jaffar
- Michel Elias : Silbad
- Frédérick Legros : Piel
- Monique Thierry : Belle
- Yves-Marie Maurin : le prince Matton
- Alain Cuny : Xul
- Ludovic Baugin : Jad
- Pierre Tourneur : Yula
- Yves Brainville : le général
- Michel Barbey : Igor
- Jim Bauman : Lowry
- Michel Paulin : Pixa
- François Chaumette : le pilote du robot n°5 de la flotte des Maîtres du Temps
- Henry Djanik : un soldat
- Nick Storey : l'Anglais
- Gabriel Cattand : un pirate
- Georges Atlas : l'Iroquois

## Protagonistes
(par ordre d'apparition)
- Claude : père de Piel, ami (ou frère) de Jaffar. Il s'enfuit avec son fils vers les Dolongs mais il mourra dans un accident.
- Annie : compagne de Claude, mère de Piel. Elle est tuée dès le début par les frelons et n'apparaît pas dans le récit.
- Piel : petit garçon, c'est le fils de Claude, il est le héros de l'histoire et tentera de survivre seul sur Perdide.
- Jaffar : ami (ou frère) de Claude, c'est le capitaine du vaisseau "double triangle 22". Il viendra au secours de Piel avec son vieil ami Silbad.
- Prince Matton : c'est le prince héritier d'un royaume ou d'une organisation politique qui n'est pas mentionnée explicitement. Il s'est enfui avec le trésor public (des bijoux et pierres précieuses) et a embarqué opportunément sur le vaisseau de Jaffar alors que ce dernier allait en direction d'Aldébaran, en espérant y vivre une nouvelle vie.
- Belle : assistante (ou compagne) du prince Matton. Elle le suit dans son voyage vers Aldébaran.
- Silbad : ami de Jaffar depuis longue date. On ne sait pas comment ils se sont rencontrés. Silbad semble avoir une grande expérience et a exercé plusieurs métiers mais rien n'est explicitement raconté. Personne ne connait son âge mais il a plus de 60 ans au moins.
- Jad : c'est un gnome, il reste coincé dans une Sorcière avec un autre gnome, Yula, lors de l'éclosion de cette dernière. Silbad les sauvera en les aidant a décoller. Sa peau est jaune, il peut prendre plusieurs formes, selon ses humeurs ou ce qu'il souhaite expliquer.
- Yula : c'est un gnome, tout comme Jad. Sa peau est violette. Jad et Yula évoluent toujours ensemble.
- Pirates : groupe hétéroclite composé d'un Centaurien, de divers miliciens, d'Iroquois, d'Onyx le Diguid de Gnoz, etc. ce sont toutes les formes de vie qui avaient été assimilées par Xul et libérées par Jaffar.
- Général réformiste : c'est lui qui dirige l'arraisonnement du vaisseau de Jaffar. Il fait partie de La Réforme (Alliance Réformée Interplanétaire), apparemment une organisation politique qui recherche le Prince Matton.
- Conseiller Pixa : humain travaillant pour les Maîtres du Temps.
- Igor : vieux baroudeur de l'espace, c'est lui qui viendra en aide à Piel lorsque ce dernier se fera attaquer par les frelons.
- Lowry : intelligence artificielle qui travaille sur le vaisseau d'Igor.
- Maîtres du Temps : race d'extra-terrestres mystérieux qui colonise des planètes dans l'univers. Ils sont organisés en fédération. On sait peu de chose sur eux. Ils ont une apparence humanoïde, et sont assez grands par rapport aux hommes. On voit un individu a la fin du film.

## Créatures
(par ordre d'apparition)
- Sorcières : espèce de plante (ou assimilée) que l'on trouve sur la planète Devil's Ball. Arrivées à maturation, elles se posent sur l'eau, elles « chantent », puis au bout de quelques jours, elles « éclosent », leurs pétales s'ouvrant et laissant échapper tout un flot de gnomes, de toutes les couleurs. Les pétales se referment ensuite.
- Gnomes : espèce humanoïde télépathe. Ils ressentent les émotions et les sentiments des autres êtres vivants autour d'eux, qu'ils qualifient « d'odeur », et ce, même jusqu'à une certaine distance (« Tu as vu l'odeur de cette planète ? »). Ils se déplacent en marchant ou en volant, en étendant leurs bras. Ils mesurent une trentaine de centimètres, ont trois doigts aux mains et deux à chaque pied. Leur corps est sphérique, tout comme leur tête, celle-ci pouvant par ailleurs se détacher du corps. Ils ont la capacité de changer de forme selon leur humeur ou ce qu'ils veulent illustrer lors de leur propos. Ils parlent et leur voix a une intonation d'enfant. Ils sont très espiègles. Leur couleur de peau est unie, sur tout leur corps, elle peut être jaune, violet, vert, bleu, marron, rose.
- Xul : créature pensante douée de forts pouvoirs psychiques. Il attire toutes les formes de vie intelligentes qui passent à sa portée et annihile leur volonté et leur individualité, les transformant en créatures ailées blanches de forme humanoïde mais sans figure, un peu comme des anges. Il se présente sous la forme d'une masse liquide à plusieurs couleurs, il a également des tentacules.
- Créature inconnue : animal bipède de la planète Perdide. Il ressemble à un gallinacé mais il a une paire de bras, sa robe est noire avec des parties blanches, sa taille est similaire à une autruche. Il semble inoffensif.
- Hypo-ornythorinx (« Ouin-ouin ») : animal végétarien de la planète Perdide. C'est un quadrupède avec de solides pattes, un torse muni de deux bras, et une tête avec une trompe rectiligne. Il a une taille similaire à un gros poney. Sa robe est unie et peu se décliner en plusieurs couleurs suivant les individus (jaune, violet...).
- Sarpilles : espèce prédatrice carnivore de la planète Perdide. On les trouve dans les grottes. Elles attaquent en saisissant leur proie tout en les étranglant avant de les attirer à elles pour les dévorer. On ne connaît pas leur forme exacte, on aperçoit que leurs tentacules dans le film.
- Frelons : espèce prédatrice de la planète Perdide. Ils ressemblent à de gros insectes volants, de couleur noir et blanc.  Ils se déplacent en énormes essaims sur la planète. Avant d'attaquer, ils fixent leur proie et frottent leurs ailes, produisant un bruit assourdissant. Ils raffolent du cerveau humain. Ils attaquent en perçant le crâne et mangent ensuite directement les tissus du cerveau.

## Planètes
(par ordre d'apparition)
- Perdide : planète sur laquelle Claude et sa famille se sont établis. Ils sont les seuls habitants. C'est un endroit désertique, parsemé de Dolongs, des espèces de forêts de branchages roseâtres sans feuilles et portant des fruits (rouges, jaunes).
- Aldébaran : elle n'est que mentionnée dans le film, mais on ne la voit pas.
- Devil's Ball : planète sur laquelle habite Silbad. Elle est luxuriante et calme avec une faune très variée, de grandes étendues d'eau, des geysers immenses.
- Gamma 10 : planète sur laquelle se trouve Xul. C'est une planète peu accueillante, désertique avec des montagnes et des déserts.
- Comète bleue : comète avec un panache bleu, on s'accroche à son champs magnétique pour profiter de son énergie et ainsi se déplacer sans risque.

## Réalisation
La production de longs-métrages d'animation s'avérant très difficile en France, c'est en Hongrie qu'est réalisé Les Maîtres du temps. Sorti en 1982, le film est prévu à l'origine pour être le premier volet d'une série de longs-métrages réalisés en collaboration avec les dessinateurs du journal Métal hurlant.
Les Maîtres du Temps est dessiné par Mœbius. L'univers futuriste du film, son graphisme et sa poésie lui permettent un succès relatif aux États-Unis.